# Estádio Renato Cunha Lima
O Estádio Renato Cunha Lima, popularmente chamado de "O Renatão", está localizado no bairro da Bela Vista, na cidade de Campina Grande, Paraíba. Pertence ao Campinense Clube. Recebe essa denominação em homenagem ao conselheiro do clube, de mesmo nome, responsável pela sua construção.

## Inauguração
O Renatão, com capacidade para 4.000 pessoas, foi construído para substituir o Estádio Municipal Plínio Lemos, que se transformou em um centro de atividades culturais e esportivas da Prefeitura de Campina Grande. Teve sua construção iniciada no ano de 2004 e concluída em 2005 (primeira parte) e em 2006 (segunda parte).
O Renatão integra o Centro de Treinamento do Campinense Clube. Desde que foi inaugurado em 2006, durante uma grande festa entre torcedores, imprensa e jogadores, a praça de esportes ainda não chegou a sediar jogos oficiais da 1ª divisão pelo Campeonato Paraibano de Futebol. Porém, a ideia é usar o estádio, em breve, para jogos de menor porte.